# Friðrik Skúlason
Friðrik Skúlason, conosciuto come Frisk (...), è un dirigente d'azienda islandese.
È il fondatore della FRISK Software International e uno dei membri fondatori della CARO (Computer Antivirus Research Organization).
Friðrik sviluppò F-Prot AntiVirus mentre stava lavorando alla assistenza computer e, successivamente, fondò la FRISK Software International. Per molti anni, è stato anche il direttore tecnico di Virus Bulletin.